# Шикло
Будайский фуникулёр «Шикло» (венг. Budavári sikló) — фуникулёр, расположенный в Будапеште (Венгрия). Он соединяет площадь Адама Кларка с Будайской крепостью. Построенный в 1870 году, был разрушен во время Второй Мировой войны и восстановлен в 1986 году. Вместе с Будайской крепостью входит в Список всемирного наследия ЮНЕСКО.

## История
Фуникулёрная канатная дорога на Крепостном холме была задумана графом Ёдоном Сеченьи (сыном Иштвана Сеченьи) после того, как он увидел аналогичную дорогу в Лионе. Строительство велось с 1868 по 1870 гг. Первых пассажиров фуникулёр принял 2 мая 1870 года, став вторым подобным сооружением в Европе (после Лионского). Маршрут пользовался популярностью: уже в 1873 году фуникулёр перевозил 1,5 млн человек в год. В 1928 году на Крепостной холм пустили автобусный маршрут, но «Шикло» оставался популярным среди туристов.
В 1944 году во время бомбардировок фуникулёр был разрушен. Первые планы по восстановлению были предложены ещё в 1965 году, но работы постоянно откладывались. Реконструкция началась только в 1984 году. Фуникулёр был сооружен на своем изначальном месте в виде, максимально приближенном к своему оригинальному, но полностью соответствуя современным техническим параметрам. Обновленная канатная дорога открылась 4 июня 1986 года.
Сегодня «Шикло» является популярный туристическим объектом и входит в систему общественного транспорта Будапешта. Фуникулёр обслуживается Будапештской транспортной компанией, для посадки в вагон требуется покупка отдельного билета.
В 2020 году, по случаю 150-летия открытия фуникулёра, Magyar Posta выпустила серию почтовых марок.

## Технические характеристики
Пассажиров перевозят два вагона вместимостью по 24 человека каждый. Вагон, оперирующий по северной колее, носит название BS1 «Маргит», по южной — BS2 «Геллерт». Длина двухколейной дороги составляет 95 м, во время преодоления которой вагоны поднимаются на высоту 50 м. Примерное время движения составляет около 2 минут. Градус уклона — 31,75°. Скорость движения — 1,5 м/с (до 1988 года составляла 3 м/с, позже снижена по просьбе пассажиров).
Нижняя станция фуникулёра располагается на площади Адама Кларка рядом с Цепным мостом, верхняя — между Будайским королевским дворцом и дворцом Шандора на площади Святого Георгия.